# Tastanós
El Tastanós és una serra situada als municipis de la Nou de Berguedà i Vilada (Berguedà), amb una elevació màxima de 1.347,4 metres.